# Leccinum versipelle
Il Leccinum versipelle (Fr. & Hök) Snell, è un fungo commestibile della famiglia delle Boletaceae.

Come la maggior parte dei leccini, bisogna però scartare il gambo in quanto fibroso e stopposo.

## Descrizione della specie

### Cappello
8-18 cm di diametro, emisferico da giovane, da convesso a piano-convesso una volta maturo.
margineinvoluto, particolarmente nei carpofori giovani, con frange eccedenti i tubuli fino a 4 millimetri, talvolta assenti negli esemplari maturi.
cuticolabruno-giallastra, a volte biancastra con sfumature color albicocca o rosate.

### Tubuli
Annessi, da segmentiformi a venticosi, lunghi 8-22 mm, da bianco-giallastro a grigio-brunastro, violacei-grigiastri alla pressione.

### Pori
Circa 0,5 mm di diametro, bianco-grigiastri o ocra-grigiastro, virano al brunastro alla pressione.

### Gambo
Cilindrico,  7-20 x 1-4,5 cm, bianco o giallo-grigiastro, clavato, a volte con sfumature blu alla base una volta maneggiato, coperto da squamule grigiastre.

### Carne
Bianca, al tocco vira al viola-nerastro.
- Odore: pressoché nullo.
- Sapore: dolce.

### Microscopia
Spore11,5-16,5 x 3,6-4,0 µm, fusiformi, color marrone pallido-violaceo in massa, con apice conico e una evidente depressione soprailare.
Basidi22-34 x 6,5-11 µm, clavati, generalmente tetrasporici.
Cistidi22-45 x 7-11 µm, spesso lageniformi, utriformi o clavati, a volte con un apice ottuso e acuminato.
Caulocistidi39-70,5 x 8,5 µm, fusiformi, utriformi, a volte conici o clavati, con apice solitamente ottuso.

## Habitat
Cresce solitario o gregario su terreni sabbiosi, un po' silicei, argillosi, forma micorrize con Betulla.

## Commestibilità
Ottima.

Eliminare il gambo in quanto fibroso e di qualità mediocre. Si consiglia di scartare anche l'imenoforo in quanto viscido.

## Sinonimi e binomi obsoleti
- Boletus floccopus Rostk.
- Boletus rufescens Pilát
- Boletus rufescens Secr. ex Konrad, Bull. Soc. Linn. de Lyon: 151 (1932)
- Boletus testaceoscaber Secr., Mycogr. Suisse 3: 8 (1833)
- Boletus versipellis Fr. & Hök, Boleti, Fungorum generis, illustratio: 13 (1835)
- Krombholzia aurantiaca f. rufescens (Secr. ex Konrad) Vassilkov, Notulae Syst. Sect. Crypt. Inst. Bot. Acad. Sci. U.S.S.R. 11: 137 (1956)
- Krombholzia rufescens (Secr. ex Konrad) Singer, Revue Mycol., Paris 3: 189 (1938)
- Krombholziella rufescens (Secr. ex Konrad) Šutara, Česká Mykol. 36(2): 82 (1982)
- Krombholziella versipellis (Fr. & Hök) Bon, Docums Mycol. 15(no. 59): 51 (1985)
- Leccinum cerinum sensu auct. brit.; fide Checklist of Basidiomycota of Great Britain and Ireland (2005)
- Leccinum rufescens (Secr. ex Konrad) Šutara, Česká Mykol. 43(1): 7 (1989)
- Leccinum testaceoscabrum Secr. ex Singer, Am. Midl. Nat. 37: 123 (1947)
- Leccinum versipellis (Fr. & Hök) Snell
- Trachypus rufescens (Secr. ex Konrad) Romagn., (1939)